# Dromadaire landais

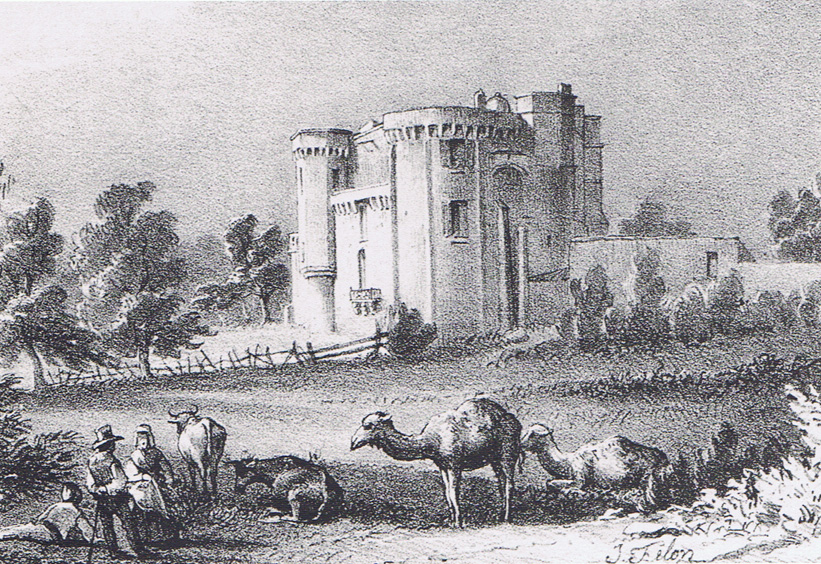
Des dromadaires dans les Landes de Gascogne, lithographie de Joseph Félon d'après Gustave de Galard, vers 1830.

Le dromadaire landais désigne une expérience qui consista, de 1803 à 1865, à acclimater des dromadaires dans les Landes de Gascogne afin de leur faire réaliser divers travaux.

## Origines
Avant la loi du 19 juin 1857 relative à l'assainissement et de mise en culture des Landes de Gascogne et la fixation des dunes d’Aquitaine, les Landes ont souvent été comparées au désert africain, plus ou moins assimilées à une colonie, une terre sauvage, propre à toutes sortes d’expérimentations. Ceci expliquerait peut-être l’idée d’acclimater des dromadaires à la région des Landes, autour du bassin d’Arcachon. Déjà une première expérience exotique avait été développée en 1801 : le préfet avait tenté d’implanter la culture de l’arachide, ce qui se solda par un rapide échec.

## Historique
Dès 1803, des membres de la société d’agriculture se penchent sérieusement sur la question des chameaux. Les grands travaux de nettoyage de la forêt pourraient tirer profit de ces solides bêtes. Ils seraient très utiles pour tirer aisément des tonnes de branchages destinés à protéger les jeunes semis de pins maritimes.
Antoine de Sauvage, grand propriétaire landais, se lance dans l’aventure en 1827. Il devient alors à la mode d’investir dans le dromadaire landais. Les Bordelais voient défiler au cœur de leur ville les premiers animaux du désert fraîchement débarqués d’Égypte. D’autres propriétaires forestiers en font venir d’Algérie. Les animaux accomplissent le travail attendu : tirer de fortes charges, se reproduire et même promener les touristes sur les dunes, donnant au littoral des airs de Sahara. L’expérience se poursuit une quarantaine d’années.
Les dromadaires finissent dans un cirque, d'autres subsistent en un maigre troupeau jusqu'en 1865, date à laquelle les dernières bêtes périssent, affaiblies, mourant de froid, rongées par l’humidité et décimées par la tuberculose. Ensuite des buffles sont acheminés dans les Landes mais la population ne supporte pas cette nouvelle idée des conseillers agricoles et les animaux sont massacrés, accusés de porter malheur.
Lorsque, environ un siècle plus tard, on retrouva des ossements de dromadaires vers Parentis-en-Born, on crut exhumer un dinosaure.

## AuXXIesiècle
L'idée d'utiliser des dromadaires dans les landes n'est pas totalement oubliée puisque à l'initiative de l'association Camel'idées, depuis 2021, un turkoman, croisement entre un chameau et un dromadaire, participe à la collecte des déchets sur les plages. 